# جورج پی. فوستر
جورج پی. فوستر (انگلیسی: George P. Foster; ۳ اکتبر ۱۸۳۵ – ۱۹ مارس ۱۸۷۹) فرد نظامی اهل ایالات متحده آمریکا بود.